# Aéroport de Temindung

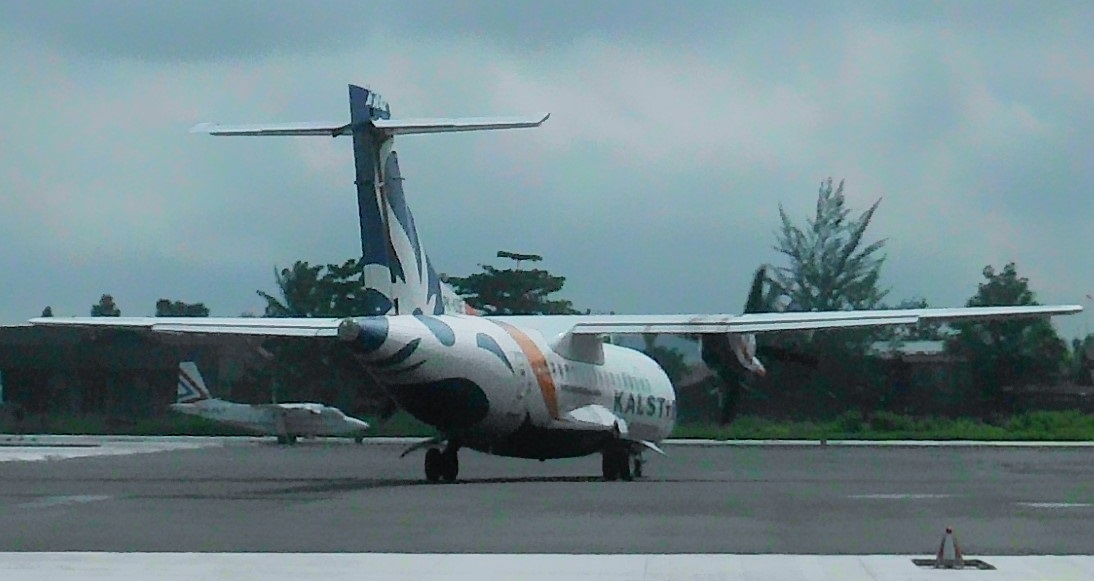
Un ATR 42-300 de Kal Star Aviation à Temindung

L'aéroport de Temindung (Bandar Udara Temindung en indonésien) (code IATA : SRI • code OACI : WALS/WRLS) est l'ancien aéroport de Samarinda, situé dans le kelurahan (commune) du même nom. Temindung était situé dans le nord de la rivière de Karang Mumus à Samarinda.
Il a été remplacé par l'aéroport international Aji Pangeran Tumenggung Pranoto, inauguré le 25 octobre 2018.

## Situation
| Banda Aceh Denpasar Pangkal · Pinang Tanjung · Pandan Djakarta-Soekarno-Hatta Bengkulu Solo Semarang Pangkalan · Bun Palangkaraya Sampit Palu Djakarta-Halim Perdanakusuma Samarinda Malang Surabaya Balikpapan Ende Kupang Komodo Gorontalo Jambi Bandar Lampung Ambon Tarakan Ternate Manado Gunung · Sitoli Medan Wamena Biak Merauke Timika Jayapura Pekanbaru Batam Tanjung · Pinang Bau-Bau Banjarmasin Makassar Palembang Bandung Pontianak Ketapang Bima Lombok Manokwari Sorong Padang Yogyakarta |

## Particularités

Plan de l'aéroport

Il n'y avait qu'une piste à Temindung, orientée à 33 et 213 degrés, appelée 04/22. Atterrir à Temindung pouvait être spectaculaire mais aussi constituer un véritable défi. Suivant la direction de l'atterrissage, l'avion devait passer à très basse altitude au-dessus de zones très peuplées à Samarinda, soit parfois quelques mètres au-dessus du toit des immeubles.
À son début, Temindung était loin des secteurs résidentiels, mais au fur la croissance des secteurs résidentiels, Temindung est devenu trop près de ceux-ci.

## Fermeture de Temindung

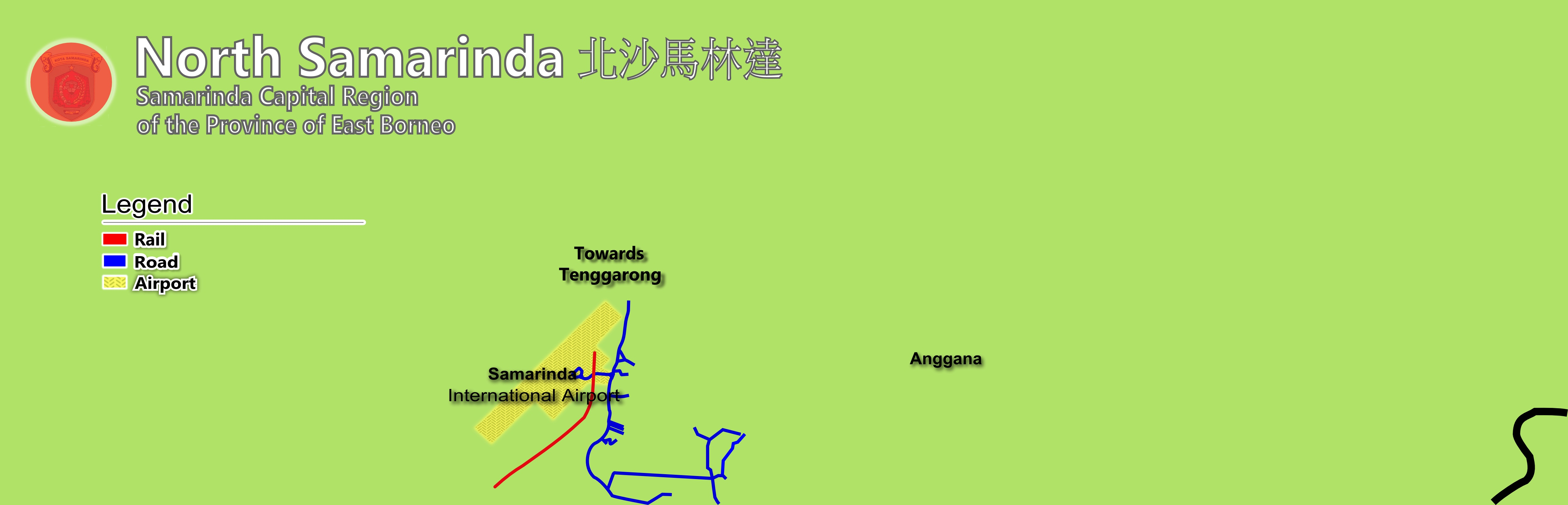
Implantation du futur aéroport international de Samarinda au nord de la ville

Les exigences requises pour le décollage et l'atterrissage ont obligé à limiter la hauteur des bâtiments sur Samarinda. L'aéroport a causé également de sérieuses nuisances pour les proches résidents. Un couvre-feu de nuit à 7 h 00 a aussi contribué aux limitations pour l'usage de cet aéroport.
En conséquence, le gouvernement de Samarinda se mit à chercher des solutions pour remplacer cette infrastructure dès le début des années 1990 par un nouvel aéroport. Il choisit finalement Sungai Siring, après qu'on eut également évoqué côté sud de Samarinda.